# Walls of Jericho (album Helloween)
Walls of Jericho to debiutancki album zespołu Helloween, nagrany we wrześniu i październiku 1985 roku. Na CD wydany wraz z epką "HELLOWEEN", oraz tytułowym utworem z singla "JUDAS"

## Lista utworów
1. "Walls of Jericho" (Weikath/Hansen) - 0:53
2. "Ride the Sky" (Hansen) - 5:51
3. "Reptile" (Weikath) - 3:44
4. "Guardians" (Weikath) - 4:19
5. "Phantoms of Death" (Hansen) - 6:34
6. "Metal Invaders" (Hansen) - 4:10
7. "Gorgar" (Weikath/Hansen) - 3:55
8. "Heavy Metal (Is The Law)" (Weiki/Hansen) - 3:51
9. "How Many Tears" (Weikath) - 7:15